# マナー・ハウス

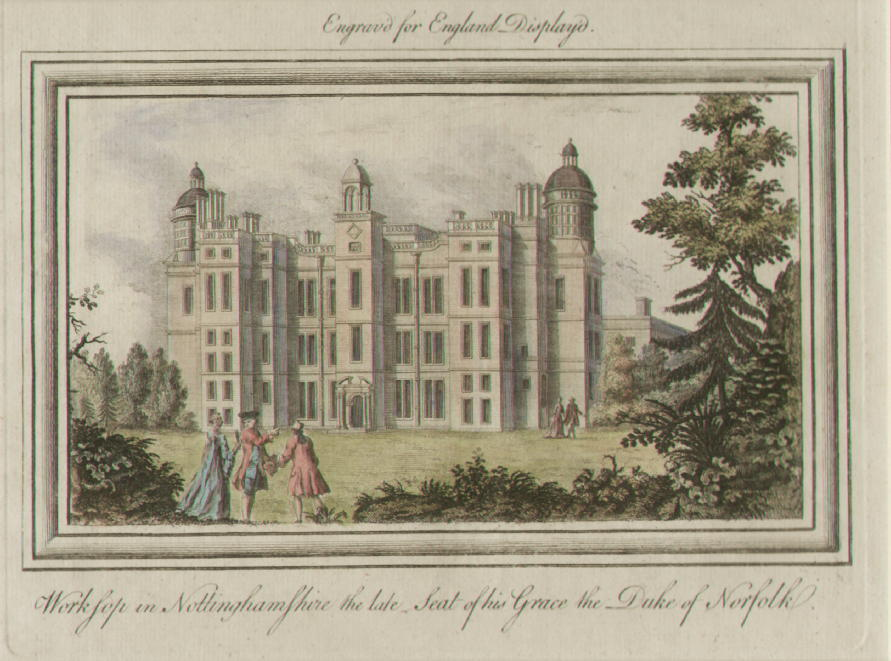
16世紀末に建設されたノッティンガムシャーワークソップのマナーハウス（1761年に焼失）

マナー・ハウス（英: manor house) とは、中世ヨーロッパにおける荘園（マナー）において、地主たる荘園領主が建設した邸宅。「マナー」の語源は「マンション（mansion）」と同一であり、どちらも領主などが「滞在する」という意味のラテン語 manēre から派生した言葉である。
中世以降のカントリー・ハウスとほぼ同義であるが、マナー・ハウスはやや下級に位置する貴族が所有する邸宅であり、中世封建制における領土管理機構の最小単位としての役割があった、などの点で相違が存在する。

## マナー・ハウスの形成
紀元前55年にガイウス・ユリウス・カエサルによって開始されたローマ人のブリタンニア征服は、その後数世紀のうちにブリテン島南部におけるローマ人の支配権を確立させた。農村においてはイタリア周辺と同様の大規模土地所有が浸透してゆき、地主によって邸宅が建設された。別荘として用いられたイタリアのヴィッラとは異なり、これらは所領の中心として機能していた。多くの建物は基礎に石材を用いる一方で上部構造は木製であった。これらのほとんどは現存していないが、一部の建物には床暖房や浴室（現在のサウナ）などが完備されるなど、非常に高度な構造を有していたことが判明している。

### イングランドにおけるマナー・ハウスの歴史
アングロ・サクソン人とキリスト教の到来によってブリテン島の社会と文化は大きく変化した。この時代の地主の住居に関しては不明な点が多いが、建物はホール（多目的用途の広間）を中心としていたこと、夫人の生活する区画であるとされるバウワーという建家を有するなどの特徴が挙げられる。
1066年のノルマン・コンクェスト以後は、ノルマン貴族が軍事拠点としてイングランドに合計500あまりの城塞を建築した。ウィリアム1世はサクソン貴族を追放し、イングランド全土の5分の1を王領地に、残りを170人あまりのノルマン貴族たちと自らの親族に等分した。各貴族は自らの生活に必要な所領を取り置いた残りを家臣に分け与え、これら合計4000人ほどの陪臣が後にジェントリ、エスクワイアとしてジェントルマン層を形成することになった。農村における経済単位はマナー（荘園）であり、その支配者である荘園領主の邸宅はマナー・ハウスと称される。13世紀に建設されたウォリックシャーのバッダースリー・クリントンがその代表例に挙げられる。総人口200万人ほどの農民は自らの農地での労働の他に領主直営地での耕作を義務づけられていた。一方で上流貴族の邸宅においてはホールの重要性がしだいに増加し、社交や政治目的（領主裁判など）で使用されるようになった。これはイングランド王ジョンの治世にノルマンディーにおける基盤を失ったノルマン貴族が、自らの地位を安定させるために上下関係を誇示するのに好都合なホールを重用したためであるとされる。下級貴族が住むマナー・ハウスにおいてもこうした構造が踏襲されていた。
中世後期になると、中庭を取り囲む構造にすることで自然光を取り込みやすくするなど、居住性を重視したマナー・ハウスが作られるようになった。
15世紀にバラ戦争が開始されると、イングランドの貴族はランカスター家とヨーク家の陣営に分かれて戦闘を繰り広げた。86家存在した貴族は戦後になって29あまりにまで減少したとされる。疲弊した貴族層に変わってナイト、ジェントリなどの下級貴族、さらにはその下のヨーマンが台頭した。この後イングランドを統治したテューダー朝において、カントリー・ハウスが勃興することになる。
1530年代にヘンリー8世が出した修道院解散令の後、修道院の所領となっていた多くの土地が地方貴族やジェントリによって買い上げられ、多くのマナー・ハウスが建築された。この時期に建てられたマナー・ハウスはプロディジーハウスと呼ばれており、大きな窓やイタリア風の円柱など、部分的ではあるものの古典主義の特徴を取り入れた様式が流行した。

## 現代の利用状況

### 名称
現代においては、小規模から中規模の田舎の邸宅の名称として使用されることもある。日本でも、本来の趣旨から外れるが、マンション名などの冠に用いられる例がある。

### 建物

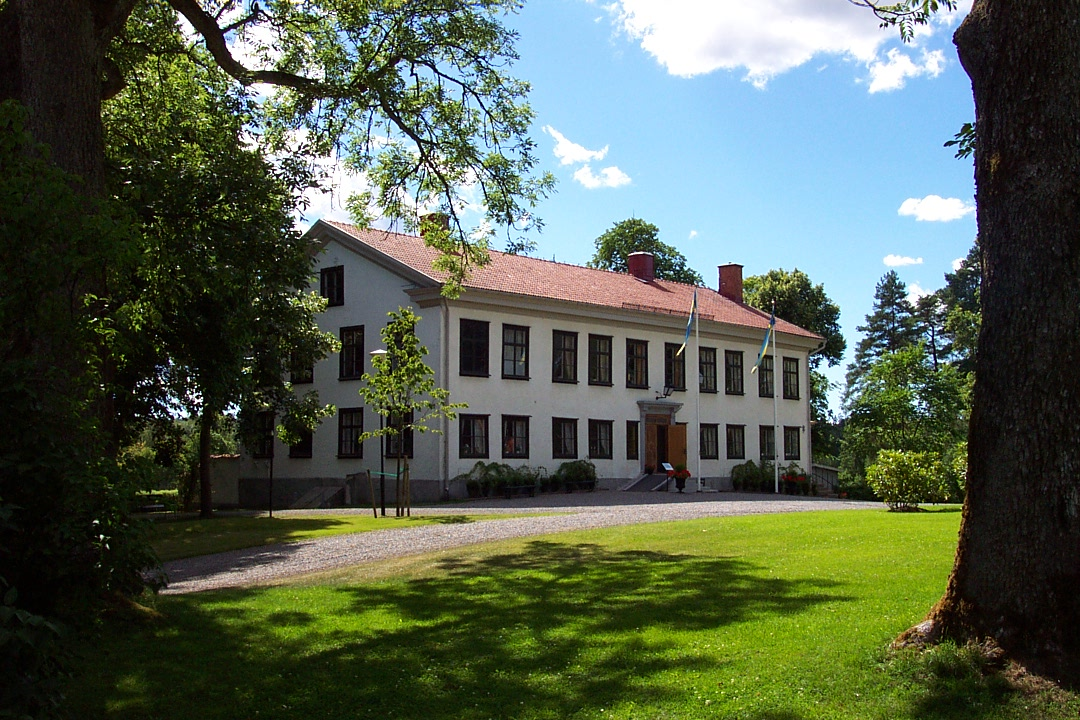
アルフレッド・ノーベルが晩年に使用していたスウェーデンにあるマナー・ハウス。現在はボフォース社が所有し博物館として公開されている

かつての所有者が邸宅としている例もあるが、開発業者が買い取り、スポーツ施設（ゴルフ場、テニスコート）等を併設して、高級リゾート施設や保養地の宿泊施設としている例もある。著名人のマナー・ハウスは博物館として公開されることもある。